# Abimael
Abimael (z hebr. moim ojcem jest Bóg) – postać biblijna ze Starego Testamentu, dziewiąty z trzynastu synów Joktana, potomek Sema.